# Mavis Enderby
Mavis Enderby – wieś w Anglii, w hrabstwie Lincolnshire. Leży 39 km na wschód od Lincoln i 186 km na północ od Londynu.